# The Whatnauts
The Whatnauts was een Amerikaanse soulband uit Baltimore, geformeerd in 1969.

## Bezetting
- Carlos 'Billy' Herndon[4]
- Garnett Jones[5]
- Gerard 'Chunky' Pinkney[6] (†)
- Ray Mitchell
- Tommy Fraling
- Sylvester 'Bunch' Herndon- manager

Dit zijn de originele leden en hun manager

## Geschiedenis
De band had meerdere hitsingles tijdens de vroege jaren 1970, waaronder de gezellige doelgerichte single Message From a Black Man (1970) bij A&I International, Please Make the Love Go Away (1970) bij Stang Records en hun grootste succes I'll Erase Away Your Pain (1971). Ze traden op met de bevriende band The Moments als Moments & Whatnauts voor de hitsingle Girls (1974). Hun manager was George Kerr.

## Samples
De muziek van The Whatnauts werd aangepast door meerdere muzikanten. Bekende voorbeelden zijn: 
- I'll Erase Away Your Pain (1970) als Late door Kanye West (2005)
- Message From A Black Man (1970) als You Can't Stop Us Now door Nas (2008)
- Why Can't People Be Colors Too? (1972) als Oh My God door A Tribe Called Quest featuring Busta Rhymes (1993)
- Help Is on the Way (1981, geschreven door Karter James) als: 
  - Act Like You Know door Fat Larry's Band (1982)
  - Ring Ring Ring (Ha Ha Hey) door De La Soul (1991)
  - Sex With You door Heavy D & the Boyz (1994)
  - Ain't Leavin Without You door Jaheim (2010)
  - How Ya Doin'? door Little Mix (2012)

## Discografie

### Singles
- 1970:	Message from a Black Man
- 1970:	Please Make the Love Go Away
- 1971:	I'll Erase Away Your Pain
- 1971:	We're Friends By Day (And Lovers By Night)
- 1974:	Girls (met The Moments)
- 1982:	Help Is On the Way

### Albums
- 1970: Introducing the Whatnauts (Stang Records)
- 1971: Reaching for the Stars (Stang Records)
- 1972: Whatnauts on the Rocks

### NPO Radio 2 Top 2000
Van The Whatnauts stond alleen Girls (met The Moments) in 1999 in de NPO Radio 2 Top 2000, op plek 1880.